# HAPPY BIRTHDAY (バンド)
HAPPY BIRTHDAY（ハッピーバースデー）は、日本のガールズバンド。2010年に結成され、2011年にメジャー・デビューを果たした。所属芸能事務所はMOVING ON、所属レコードレーベルはソニー・ミュージックアソシエイテッドレコーズ。
2015年4月28日、渋谷CLUB QUATTROでのライブを最後に解散した。

## メンバー
きさ
ボーカル&ギター担当。また、HAPPY BIRTHDAYの全楽曲の作詞作曲を手がけている。
東京都出身。1988年6月22日生まれ。
坂口喜咲の名でソロ活動をしている。
あっこ
ドラムス担当。またピアノを弾くことができ、ライブで腕前を披露したこともある。
東京都出身。1988年6月30日生まれ。
あっこゴリラの名でラッパーとして活動している。

## 来歴
2007年4月、美容専門学校の入学式で出会う。その後、専門学校を中退し、別々のバンドで音楽活動を展開する。
2010年2月、新宿でHAPPY BIRTHDAYを結成。同年11月24日、インディーズレーベル・Mule Recordsからデビューアルバム『デートにいけない日曜日』をリリースする。
2011年7月、YouTubeに「しゃかいのごみのうた」を投稿する。この曲は「23才の女子編」と「24才の男子編」という2本のショートムービーが制作され、アクセス数が30万回を超えるなど話題を集める。
2011年10月26日、ソニー・ミュージックアソシエイテッドレコーズからアルバム『ファーストキス』をリリースし、メジャー・デビューを果たす。
2014年8月、自主企画イベント「真夏の3Days!」をもって活動休止することを発表した。
2015年4月28日、渋谷CLUB Quattroでのライブを最後に解散。

## 音楽性
女子の本音を代弁するかのような、リスナーの心に突き刺さる歌詞が特徴。きさは「自分の楽曲はあまりハッピーな曲ではない」と発言しており、「HAPPY BIRTHDAY」というバンド名も、そのことへの皮肉と、「『HAPPY BIRTHDAY』で検索してもなかなか自分たちの名前が出てこない方が面白い」という意味を込めて命名されている。
楽曲制作はきさが担当しており、あっこからは「初めて聞いたときにフランソワーズ・サガンの小説を読んだときと同じ衝撃を受けた」「きさはコンプレックスが強烈だから、それが魅力になっている」と評されている。楽曲については、当初はきさ曰く「100％実体験」で制作されていたが、ミニアルバム『嘘でもかわいいと言って』から、主人公に「きさ自身に限りなく近い女の子」を据えた歌詞を書くようになる。
バンドは2人編成だが、あっこ曰くこれは「2人の他にメンバーが集まらなかったため」である。ただ、HAPPY BIRTHDAYを結成する前に2人がそれぞれ活動していたバンドも2人組であったため、2人でバンドをすることにあまり違和感はなかったという。

## 評価
評論家の麻生香太郎は、HAPPY BIRTHDAYの楽曲についてロックとフォークの両方の匂いを感じるとし、「中島みゆきに近いものがある」と評している。
EMTG MUSICの伊藤亜希は、HAPPY BIRTHDAYの楽曲について「意識しなくても女の感情が見えちゃっている」とした上で、「女の情念を肯定しながら、あくまで可愛く歌えるところが個性であり魅力」と評した。

## ディスコグラフィ

### インディーズ

#### スタジオ・アルバム（インディーズ）
| 枚  | 発売日         | タイトル               | 規格品番  |
| --- | -------------- | ---------------------- | --------- |
| 1st | 2010年11月24日 | デートにいけない日曜日 | ANTX-1022 |

### メジャー

#### シングル
| 枚  | 発売日        | タイトル                                                   | 規格品番                                        | 最高位 |
| --- | ------------- | ---------------------------------------------------------- | ----------------------------------------------- | ------ |
| 1st | 2012年8月15日 | 恋暴動／DAIKIRAI-DAISUKI                                   | AICL-2412（通常盤） AICL-2413（期間生産限定盤） | 68位   |
| 2nd | 2013年2月6日  | イチャイチャチュッチュキャピキャピラブラブスリスリドキドキ | AICL-2500（通常盤） AICL-2501（期間生産限定盤） | 164位  |

#### アルバム

##### スタジオ・アルバム
| 枚  | 発売日         | タイトル                         | 規格品番                                      |
| --- | -------------- | -------------------------------- | --------------------------------------------- |
| 1st | 2011年10月26日 | ファーストキス                   | AICL-2309                                     |
| 2nd | 2013年3月15日  | 今夜きみが怖い夢を見ませんように | AICL-2523/4（初回限定盤） AICL-2525（通常盤） |

##### ミニアルバム
| 枚  | 発売日        | タイトル               | 規格品番  |
| --- | ------------- | ---------------------- | --------- |
| 1st | 2012年5月23日 | 嘘でもかわいいと言って | AICL-2378 |

## タイアップ
| 楽曲                                                       | タイアップ                                                                                    |
| ---------------------------------------------------------- | --------------------------------------------------------------------------------------------- |
| 恋暴動                                                     | テレビ東京系アニメ『貧乏神が!』エンディング・テーマ                                           |
| イチャイチャチュッチュキャピキャピラブラブスリスリドキドキ | テレビ東京系アニメ『NARUTO -ナルト- SD ロック・リーの青春フルパワー忍伝』エンディング・テーマ |